# Ballade du luth

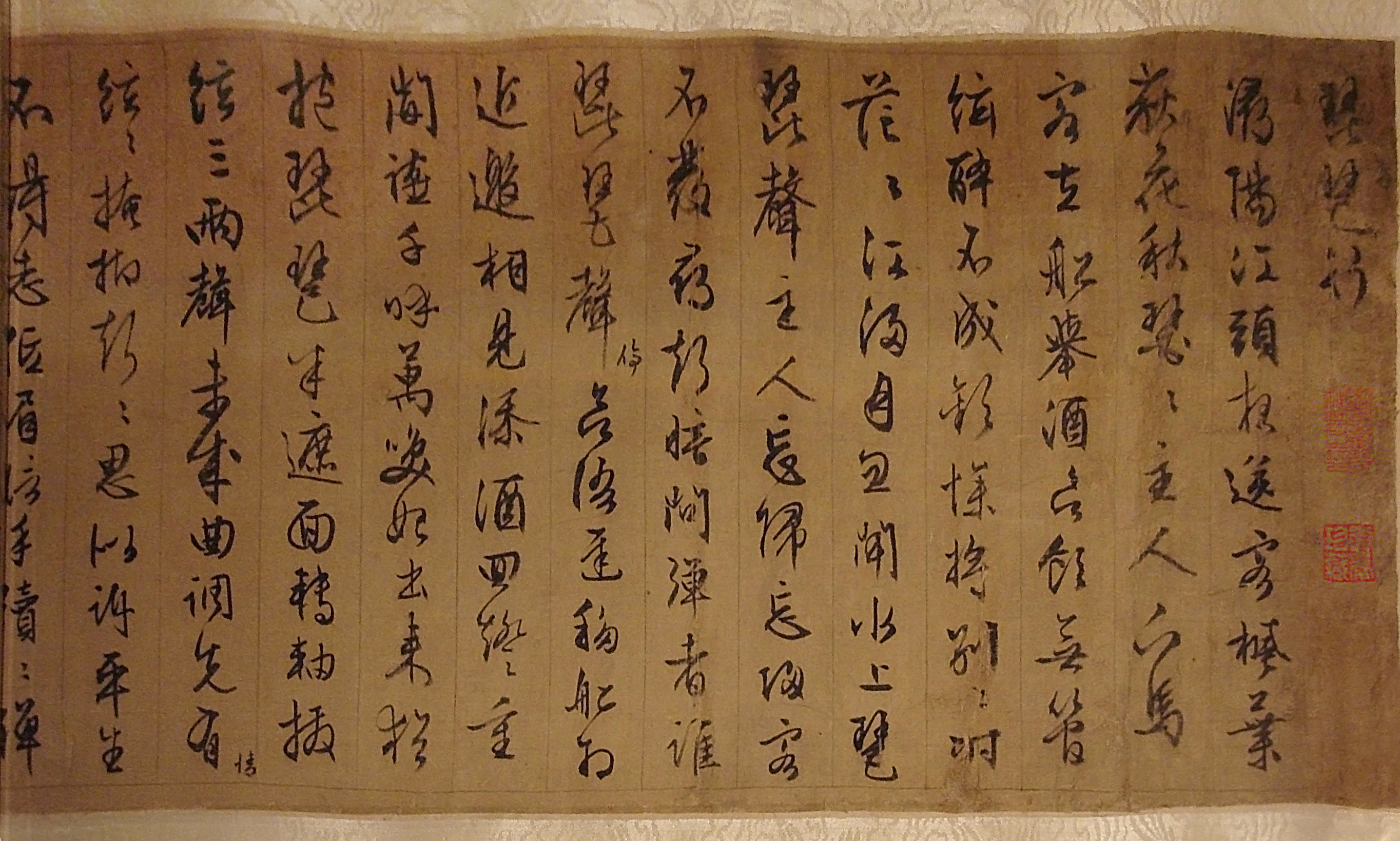
Ballade du luth

La Ballade du luth ou Chant du Pipa  (en chinois Pipa xing, 琵琶行) est un poème de la dynastie Tang composé en 816 par le poète chinois Bai Juyi (白居易) considéré comme l'un des plus grands poètes de la littérature chinoise.
La ballade a pour sujet une chanteuse jouant du pipa (une sorte de luth piriforme) 
. Courtisane, celle-ci épouse un riche marchand qui la délaisse. Le poème contient une description d'une performance pipa lors d'une rencontre fortuite avec un artiste près du fleuve Yangtze.
En effet, c'est l'automne sur la rivière, Bai Ju Yi et son ami. Soudain la rivière s'élargit, faisant face à la pleine lune, et arrive le son lointain du pipa . En écoutant la mélodie, ils parviennent à retrouver la joueuse de cet instrument et ils l'invitent alors sur leur bateau, commandant plus d'alcool pour continuer ainsi la soirée en compagnie d'une musicienne de talent. Le « chant du pipa »  lors, décrit l'émotion intense que ressent Bai Ju Yi lorsqu'il entend un jeu si parfait ; vient ensuite le récit de la joueuse de pipa ...